# Micheline Ostermeyer
Micheline Ostermeyer (* 23. Dezember 1922 in Rang-du-Fliers; † 18. Oktober 2001 in Bois-Guillaume) war eine französische Leichtathletin und Pianistin.

## Biografie
Ostermeyers Familie zog nach Tunesien, als sie noch ein kleines Kind war. Dort lernte sie, Klavier zu spielen. Sie lernte rasch und spielte nach ein paar Jahren so gut, dass sie nach Frankreich zurückgeschickt wurde, um am Konservatorium zu studieren. Nach Beginn des Zweiten Weltkriegs kehrte Ostermeyer nach Tunesien zurück. Sie entdeckte ihr sportliches Talent, spielte zuerst Basketball und wechselte schließlich zur Leichtathletik.
Nach dem Krieg nahm sie erstmals an Leichtathletikwettkämpfen teil und erwies sich dabei als sehr vielseitige Athletin. Sie gewann französische Meistertitel in allen möglichen Disziplinen (Laufen, Werfen und Springen). Sie verband ihre Sportkarriere mit einer musikalischen Karriere und gewann auch beim Klavierspielen mehrere Auszeichnungen.
Bei den Europameisterschaften 1946 in Oslo wurde sie Zweite im Kugelstoßen. Ihre größten Erfolge feierte Ostermeyer bei den Olympischen Spielen 1948 in London. Sie gewann je eine Goldmedaille im Kugelstoßen und Diskuswurf sowie eine Bronzemedaille im Hochsprung. Ihre Leistungen wurden nur von Fanny Blankers-Koen übertroffen, die bei derselben Veranstaltung vier Goldmedaillen gewann.
Bei den Europameisterschaften 1950 in Brüssel gewann sie je eine Bronzemedaille über 80 Meter Hürden und im Kugelstoßen und beendete danach ihre Sportkarriere. Sie konzentrierte sich auf ihre Musikkarriere und gab bis ins hohe Alter Klavierkonzerte.